# 憲法車站 (布宜諾斯艾利斯)
憲法車站（西班牙語：Estación Constitución）是位於阿根廷首都布宜諾斯艾利斯市中心的一座鐵路車站。車站的正式全名是憲法廣場車站（西班牙語：Estación Plaza Constitution）。車站啟用於1865年，它擁有16個月台，每年運送1.56億乘客，是阿根廷最大和最繁忙的車站之一。2021年，該站獲得了國家歷史古蹟的遺產稱號。